# 本村康博
本村 康博（もとむら やすひろ、1983年9月14日 - ）は、日本の男性総合格闘家、キックボクサー。神奈川県出身。AACC所属。

## 来歴
2007年12月9日、MARS 10のオープニングファイトで中村祐司と対戦し、判定負け。
2008年1月14日、DEEP初参戦となったclub DEEP 東京で綿貫一歩と対戦し、ヒールホールドで一本負け。
2008年2月29日、ニコラス・ペタスがプロデュースしたクラブファイトイベント「SMOKER's」のチーム・ニコラス vs. AACCティグレスの大将戦でリョウ・ペタスとK-1ルールで対戦し、TKO負けを喫した。
2008年3月23日、パンクラスネオブラッド・トーナメント フェザー級予選に出場予定であったが、負傷欠場した。
2008年5月28日、初参戦となったシュートボクシングで鈴木博昭と対戦し、右膝蹴りでKO勝ち。
2009年3月27日、グアムで開催されたPXC 17でデリック・ランガマーと対戦し、三角絞めで一本勝ち。
2009年8月2日、Club DEEP 八王子では2008年フューチャーキングの宇都宮星太を試合開始34秒跳び膝蹴りでKO勝ち。
2009年12月19日、DEEP初のケージ大会となったDEEP CAGE IMPACT 2009で韓国のレスリングエリートキル・ヨンボックと対戦。4点ポジションから頭部への膝蹴りを受け試合が中断され、ダメージ回復の時間が取られたものの試合続行不可能となり判定勝ちとなった。
2010年10月8日、Survivor 〜Round.5〜で藤本新と対戦し、右フックでKO勝ちを収めた。
2011年2月19日、シュートボクシングで松花征也と対戦し、左右フックでKO勝ち。
2011年10月3日、韓国で行われたケージ大会ROAD　FCに初参戦。ソ・ドゥウォンと対戦し、パウンドでTKO負け。

## 戦績

### 総合格闘技
| 総合格闘技 戦績 | 総合格闘技 戦績 | 総合格闘技 戦績 | 総合格闘技 戦績 | 総合格闘技 戦績 | 総合格闘技 戦績 | 総合格闘技 戦績 |
| --------------- | --------------- | --------------- | --------------- | --------------- | --------------- | --------------- |
| 7 試合          | (T)KO           | 一本            | 判定            | その他          | 引き分け        | 無効試合        |
| 3 勝            | 1               | 1               | 0               | 1               | 0               | 0               |
| 4 敗            | 2               | 1               | 1               | 0               | 0               | 0               |

| 勝敗 | 対戦相手             | 試合結果                           | 大会名                                                  | 開催年月日     |
| ×    | ソ・ドゥウォン       | 1R 2:54 TKO（パウンド）            | ROAD FC 4: Young Guns                                   | 2011年10月3日  |
| ○    | キル・ヨンボック     | 2R 1:01 反則（グラウンドの膝蹴り） | DEEP CAGE IMPACT 2009 第1部                             | 2009年12月19日 |
| ○    | 宇都宮星太           | 1R 0:34 KO（右跳び膝蹴り）         | Club DEEP 八王子                                        | 2009年8月2日   |
| ○    | デリック・ランガマー | 1R 1:57 三角絞め                   | PXC 17: Fearless                                        | 2009年3月27日  |
| ×    | 佐藤宗幸             | 1R 4:06 TKO（マウントパンチ）      | DEEP 40 IMPACT                                          | 2009年2月20日  |
| ×    | 綿貫一歩             | 1R 1:55 ヒールホールド             | club DEEP 東京 & フューチャーキングトーナメント全国大会 | 2008年1月14日  |
| ×    | 中村祐司             | 5分1R終了 判定0-2                  | MARS 10 "ALL-OUT WAR"                                   | 2007年12月9日  |

### キックボクシング
| 勝敗 | 対戦相手                 | 試合結果                          | 大会名                                          | 開催年月日     |
| ○    | 松花征也                 | 2R 2:10 KO（3ダウン：パンチ連打） | SHOOT BOXING 2011 act.1 -SB166-                 | 2011年2月19日  |
| ○    | 藤本新                   | 2R 0:16 KO（右フック）            | Survivor 〜Round.5〜                            | 2010年10月8日  |
| ○    | 鈴木博昭                 | 1R 1:37 KO（3ダウン：右膝蹴り）   | SHOOT BOXING 2008 火魂〜Road to S-cup〜 其の参  | 2008年5月28日  |
| ○    | ラファエル・テイシェーラ | 2R終了 判定3-0                    | MARS 09 "BLOWN AWAY" 【ブラスターバウトルール】 | 2007年10月13日 |